# Quảng Khê, Lâm Đồng
Quảng Khê là một xã thuộc huyện Đắk Glong, tỉnh Đắk Nông, Việt Nam.

## Địa lý
Xã Quảng Khê nằm ở trung tâm huyện Đắk Glong và là nơi đặt trung tâm hành chính huyện, có vị trí địa lý:
Độ cao: 720m
- Phía đông giáp xã Đắk Som
- Phía tây giáp thành phố Gia Nghĩa và tỉnh Lâm Đồng
- Phía nam giáp tỉnh Lâm Đồng
- Phía bắc giáp xã Đắk Plao.

Xã Quảng Khê có diện tích 115,23 km², dân số năm 2019 là 12.062 người, mật độ dân số đạt 105 người/km².
Trên địa bàn xã có Quốc lộ 28 đi qua.

## Hành chính
Xã Quảng Khê được chia thành 3 thôn: Đắk Lang, Quảng Long, Tân Tiến và 9 bon: B'Dơng, Ka La Dạ, Ka La Dơng, Ka La Yu, Ka Nur, Phi Mur, R'Dạ, Sa Diêng, Sa Ú – Dru.

## Lịch sử
Sau năm 1975, Quảng Khê là một xã thuộc huyện Đắk Nông, tỉnh Đắk Lắk.
Ngày 17 tháng 1 năm 1984, Hội đồng Bộ trưởng ban hành Quyết định 13-HĐBT. Theo đó, chia xã Quảng Khê thành hai xã Quảng Khê và Đắk Plao.
Ngày 27 tháng 6 năm 2005, huyện Đắk Nông được chia thành hai đơn vị hành chính là thị xã Gia Nghĩa và huyện Đắk Glong, xã Quảng Khê thuộc huyện Đắk Glong và trở thành huyện lỵ huyện này.
Ngày 6 tháng 7 năm 2010, Chính phủ ban hành Nghị quyết 28/NQ-CP. Theo đó, điều chỉnh 10.480 ha diện tích tự nhiên của xã Quảng Khê để thành lập xã Đắk Plao mới.
Sau khi điều chỉnh địa giới hành chính, xã Quảng Khê còn lại 11.936 ha diện tích tự nhiên và 6.609 người.